# Anna-Karin Olsson
Anna-Karin Olsson (med smeknamnet "AKO"), född 10 maj 1967, är en svensk tidigare bandy- och tennisspelare.

## Karriär
Sin första SM-final i bandy spelade hon 1982 för IF Boltic och förlorade med 3-7 mot IK Göta. I bandy vann hon tolv SM-guld, varav fyra med IF Boltic (1984–1987) och åtta med AIK (mellan 1990 och 2004), vilket efter 2003 års SM-guld innebar rekord för såväl herrar som damer. Både Sune Almkvist och Ola Johansson hade tidigare tagit tio SM-guld var.
Säsongerna 1997/1998 och 1998/1999 vann hon svenska skytteligan. Hon utsågs till "Årets tjej i svensk bandy" säsongerna 1995/1996 och 2000/2001.
År 1998 hade hon spelat 30 A-landskamper för Sverige.
Hon vann även ett VM-guld i rinkbandy.
I tennis spelade hon professionellt på WTA-touren i slutet av 1980-talet, och rankades som högst de 100 bästa i dubbel.
Hon var även brevbärare, samt fystränare på staben.